# Guido Boni (gymnastique)
Pour les articles homonymes, voir Guido Boni et Boni.
Guido Boni (né le 7 février 1892 à Vicchio et décédé le 15 décembre 1956 dans la même ville) est un gymnaste italien. En 1912, aux Jeux olympiques de Stockholm il est médaillé d'or avec ses coéquipiers italiens dans le concours général par équipes. En individuel, il termine au pied du podium, à la quatrième place.  
L'année suivante, Guido Boni remporte deux titres mondiaux à Paris aux anneaux puis aux barres parallèles à égalité avec Giorgio Zampori. Lors ces Championnats, il obtient également une médaille de bronze lors de la compétition par équipes.